# Amphigymnas
Amphigymnas is een geslacht van zeekomkommers uit de familie Synallactidae.

## Soorten
- Amphigymnas bahamensis Deichmann, 1930
- Amphigymnas staplesi O'Loughlin, 2013
- Amphigymnas woodmasoni (Walsh, 1891)

Niet geaccepteerde naam:
- Amphigymnas multipes, synoniem van Amphigymnas woodmasoni